# Catoria affinis
Catoria affinis är en fjärilsart som beskrevs av Louis Beethoven Prout 1925. Catoria affinis ingår i släktet Catoria och familjen mätare. Inga underarter finns listade i Catalogue of Life.